# Eva Marcille
Eva Marcille (tên đầy đủ Eva Marcille Pigford sinh ngày 30 tháng 10 năm 1984) là diễn viên, người mẫu Mỹ gốc Phi. 'Eva nổi tiếng vì là người chiến thắng chung cuộc của ANTM mùa thứ ba, đồng thời cô đã đi vào lịch sử ANTM với tư cách là người chiến thắng gốc Phi đầu tiên) thí sinh có chiều cao khiêm tốn nhất

### Cuộc sống thuở nhỏ
Eva Pigford sinh ra ở Los Angeles, California. Thuở nhỏ, cô theo học trường tiểu học Raymond Avenue, trung học cơ sở Marina Del Rey, và phổ thông học tại Washington Preparatory (2002). Khi đang học đại học Clark Atlanta ở Atlanta, Georgia, cô đăng ký tham gia chương trình America's Next Top Model; sau khi thắng giải cao nhất của chương trình, Eva thôi học và bước chân vào ngành công nghiệp thời trang.

### Nghề nghiệp

#### Người mẫu
Trên sân khấu thời trang của tập cuối cùng mùa thi thứ ba, Eva đã đánh bại Yaya Da Costa, giành lấy giải thưởng cao nhất. Cô đã ký hợp đồng người mẫu với công ty quản lý người mẫu Ford Models. Cô được bình chọn là thí sinh ấn tượng nhất qua các mùa thi, theo kết quả bình chọn trên mạng AOL; đồng thời cho đến hiện nay, Eva còn là thí sinh xuất hiện trong nhiều tập phim nhất (20 tập, gồm 4 tập đặc biệt).
Ngày 15 tháng 11 2006, Eva quyết định chia tay với người quản lý của mình Benny Medina và Tyra Banks. Cũng trong ngày này, cô đã lấy nghệ danh mới Eva Marcille (bỏ Pigford).
Hiện tại, Eva đang ký hợp đồng người mẫu với L.A. Models.

#### Diễn viên
Eva khởi đầu sự nghiệp đóng phim ngay sau mùa thi thứ ba. Cô xuất hiện trong nhiều bộ phim truyền hình nổi tiếng, trong đó có phim Thị trấn Smallville (đã từng lên sóng VTV3).